# Nová Ves (Karlovy Vary)
Nová Ves (in tedesco Neudorf) è un comune della Repubblica Ceca facente parte del distretto di Sokolov, nella regione di Karlovy Vary.